# Инжирная молелистовёртка
Инжирная молелистовёртка (лат. Choreutis nemorana) — бабочка из семейства молей-листовёрток.
Очень мелкая бабочка, размером и окраской напоминает плодовую моле-листовёртку (Choreutis pariana). Размах крыльев 16—20 мм.
Вид распространён на Канарских островах, Мадейре, в Средиземноморье, Центральной Европе, Крыму, от Северной Африки до Азии. Зимуют взрослые гусеницы преимущественно под засохшей корой и опавшими листьями. Весной гусеницы превращаются в куколок, через несколько дней из куколок вылетают бабочки, которые в мае откладывают яйца (по одному) на листья инжира. Одна бабочка может отложить до 160 яиц. Из яиц выходят гусеницы, которые скелетируют листья инжира и повреждают плоды. На листьях под паутинкой гусеницы выедают мякоть между жилками, не затрагивая эпидермис с противоположной стороны листа, а на плодах сначала обгладывают кожицу, а затем вгрызаются внутрь и выедают мякоть. Повреждённые плоды развиваются уродливыми, а листок инжира, повреждённый гусеницами, мельче. Окукливаются гусеницы в коконах, загибая при этом край листа и прикрепляя его паутиной.